# Carmen Parga
Carmen Parga (La Coruña, 29 de abril de 1914-Ciudad de México, 10 de abril de 2004) fue una profesora española y activa exiliada republicana, casada en 1936 con el teniente coronel Manuel Tagüeña, uno de los principales oficiales del Ejército republicano durante la Guerra Civil, con quien compartió el exilio en México.

## Biografía
Carmen Parga Parada nació en la capital coruñesa y se crio en una familia de militantes socialistas, su padre era marino en Ferrol. Hizo el bachillerato en Ferrol y, con 20 años, se trasladó a Madrid para engrosar el importante grupo de mujeres que estrenaron el nuevo edificio de Filosofía y Letras en la Ciudad Universitaria de Madrid. También inició en esos años su actividad política militando en agrupaciones estudiantiles de izquierda como la FUE y el BEOR (Bloque Estudiantil de Oposición Revolucionaria, dirigido por las juventudes comunistas). El estallido de la guerra civil española impidió que pudiera llegar a titularse.
Se casó con Manuel Tagüeña, un joven físico que se convirtió en comandante militar al frente del XV Cuerpo del Ejército del Ebro.
En febrero de 1939 abandonaron España escapando a través de los Pirineos, y en la primavera, Carmen y Manuel, que habían conseguido salir de los campos de refugiados republicanos, llegaron a Leningrado en un carguero a través del golfo de Finlandia. Se instalaron en Moscú, ciudad en la que nacieron sus dos hijas y quedó enterrado su padre. La invasión alemana durante la Segunda Guerra Mundial hizo que tuviera que desplazarse a la región de Penza, ganándose la vida como tejedora y costurera.
En 1945, se trasladó con sus hijas a Yugoslavia, país al que su marido había sido destacado como "técnico militar", y tres años después, en 1948, se mudaron a Checoslovaquia.
Finalmente, muerto el dictador Stalin en 1953, se trasladaron a México, a cuya capital llegaron, «tras penosos avatares», el 12 de octubre de 1955. En ese país americano murió su marido en 1971.   En México Carmen trabajó como profesora en los colegios "Madrid" y "Luis Vives" de la capital mexicana. Así mismo coordinó las actividades de los talleres artísticos del Molino de Santo Domingo, y fue presidenta de la agrupación del PSOE en la Ciudad de México. En 1996 publicó su libro de memorias titulado Antes que sea tarde. Falleció a los 89 años en su casa de Ciudad de México.